# Koggenland
Koggenland este o comună și o localitate în provincia Olanda de Nord. Acesta a  luat ființă la 1 ianuarie 2007 prin fuziunea a două foste comune Obdam și Wester-Koggenland.

## Localități componente
Avenhorn, Berkhout, Bobeldijk, De Goorn, Grosthuizen, Hensbroek, Obdam, Oostmijzen, Oudendijk, Rustenburg Scharwoude, Spierdijk, Ursem, Wogmeer, Zuid-Spierdijk, Zuidermeer.